# Buriasco
Buriasco is een gemeente in de Italiaanse provincie Turijn (regio Piëmont) en telt 1353 inwoners (31-12-2004). De oppervlakte bedraagt 14,7 km², de bevolkingsdichtheid is 92 inwoners per km².

## Demografie
Buriasco telt ongeveer 489 huishoudens. Het aantal inwoners daalde in de periode 1991-2001 met 0,4% volgens cijfers uit de tienjaarlijkse volkstellingen van ISTAT.
| Jaar | Inwoneraantal |
| ---- | ------------- |
| 1991 | 1309          |
| 2001 | 1304          |

## Geografie
Buriasco grenst aan de volgende gemeenten: Pinerolo, Scalenghe, Cercenasco, Macello, Vigone.
1. ↑  https://demo.istat.it/?l=it.